# Robert Goffin
Pour les articles homonymes, voir Goffin.
Robert Goffin, né à Ohain le 21 mai 1898 et mort à Genval le 27 juin 1984, est un avocat, écrivain et poète belge ainsi qu'un militant wallon. Il fit partie du groupe littéraire bruxellois « La Lanterne sourde »,. Le 18 avril 1953, il est élu à l’Académie royale de langue et de littérature françaises de Belgique.
Il toucha aux domaines les plus divers, de la poésie au roman, de l’essai à la biographie, de l’étude du genre animal à l'histoire et aux souvenirs personnels. Il est l'auteur du premier essai critique de qualité sur le jazz, intitulé Aux frontières du jazz en 1932.

## Biographie

### De l’enfance à l’entrée en guerre 1939-1945
« Robert Goffin naît le 21 mai 1898 à Ohain, où son grand-père est pharmacien. Fils de mère célibataire, il n'hésitera jamais à évoquer ses origines ». « Attiré très tôt par la littérature et les courants modernistes, Robert Goffin fréquente le milieu dadaïste. » Biographie établie par l’Académie royale de langue et de littérature françaises de Belgique.
En raison de la fermeture de l’Université libre de Bruxelles durant l’occupation allemande, il ne poursuit ses études qu’en 1919 et s’inscrit en droit. Il se lie d’amitié avec René Purnal, Charles Plisnier, Odilon-Jean Périer, mais aussi Paul-Henri Spaak, Paul Delvaux, Georges Bohy, Marc Somerhausen, Henri Simon, Félicien Favresse. Docteur en droit en 1923, il s’inscrit au barreau de Bruxelles en 1926.
« Et puis, c’est la découverte du jazz, qui bouleverse sa vie. La passion que cette musique éveille en lui le pousse à publier dans Le Disque vert de Franz Hellens le tout premier texte consacré à ce sujet (Prologue de Lulu Pompette) et à écrire un recueil de poèmes, Jazz-band (1922). À Paris, il fait la connaissance de Max Jacob, de Chagall et de Blaise Cendrars. » Biographie établie par l’Académie royale de langue et de littérature françaises de Belgique
En 1924, adepte de Paul Vanderborght, il devient un fidèle des Jeudis, réunions organisées à la Maison des Etudiants par la revue littéraire La Lanterne sourde ; c’est là que sont lus ses premiers poèmes. En 1925, il donne des conférences Le jazz-band et la danse à la radio T.S.F. de Bruxelles.
En 1926, avec un projet sur La bourse et les agents de change, il remporte le prix Despret de la Conférence du Jeune Barreau, concours pour lequel les candidats proposent un projet de loi. Il devient ensuite avocat à la cour d'appel de Bruxelles. Toujours en 1926, en tant qu’avocat, il est commentateur radiophonique de Radio-Belgique,  dans une émission quotidienne Journal parlé. Il joue de la trompette dans une formation de jazz avec notamment Ernst Mœrman et Marcel Cuvelier. Il écrit trois ouvrages sur le droit financier : Code élémentaire des agents de change (1926), Code élémentaire de la banque (1928) et Droit de la bourse, manuel de droit financier (1930), publiés aux éditions P. Van Fleteren, Bruxelles.

En 1927, brillant avocat aux assises, il parvient à obtenir l’acquittement de son client, pourtant accusé du meurtre de sa maîtresse avec préméditation. Il est président de la Fédération Damiste Belge qu’il représente au championnat du monde et vice président du Pion Savant Bruxellois. En 1928, il se marie, mais six mois plus tard, son épouse est victime d'un accident ; elle restera handicapée jusqu'à son décès en 1965. 
« Désormais, ses parutions seront régulières et toucheront aux domaines les plus divers, de la poésie au roman, de l’essai à la biographie, de l’étude du genre animal à l’histoire et aux souvenirs personnels. Il faut faire un choix dans cette production, abondante mais inégale. » …« Durant les cinq années qui précèdent la seconde guerre mondiale, il publie treize livres : deux essais sur Rimbaud, deux romans, trois recueils de poèmes (notamment Sang bleu en 1939, chronique lyrique des dynasties européennes), trois longues études sur les anguilles, les rats et l'araignée, deux ouvrages sur l’épopée des Habsbourg et la destinée des impératrices Charlotte et Élisabeth et aussi une sorte de guide gastronomique : Routes de la gourmandise (1936). » Biographie établie  par l’Académie royale de langue et de littérature françaises de Belgique.
En 1932, la Députation permanente de la province du Brabant lui accorde une prime d’encouragement, section langue française. Par ailleurs, il publie Aux frontières du jazz, avec une préface de Mac Orlan, livre qui rencontre un large public.
En 1934, il publie Sur les traces d’Arthur Rimbaud, livre dans lequel il apporte une série de témoignages et de documents jusque là inédits ; il obtient le Prix de la critique fondé par l’hebdomadaire de poésie Le Journal des Poètes.
En 1934 et 1935, il tient des causeries et commente les disques de jazz, notamment de Louis Armstrong, au cercle d’étude du jazz  Sweet and Hot du Palais des Beaux Arts de Bruxelles, ; en novembre 1934, il y reçoit et présente Louis Armstrong et son orchestre. Au côté notamment de Jean Cassou, Edmont Jaloux, Valéry Larbaud, Pierre Mac Orlan, il est au comité de rédaction d’une revue mensuelle de littérature Écrits du Nord (qui ne publiera que deux numéros). En 1937, il s’engage pour la défense de la Wallonie et de langue française contre « l’impérialisme flamand »,.
En 1937, il publie Rimbaud vivant, approfondissement de son précédent livre sur le poète. Le 14 septembre 1938, à l’occasion de la venue du roi des Belges à Paris, il participe à la première d’une émission de télévision (française) où les écrivains de langue française sont interviewés sur leurs œuvres, l’occasion pour lui de présenter Chère espionne, roman de l’amitié franco-belge.
À Waterloo, où se réunissent des militants wallons, il fait la connaissance de Charles Plisnier. En 1940 il participe à la création d’un hebdomadaire contre le nazisme Alerte qui milite pour l’arrêt de la politique de neutralité de la Belgique et pour une alliance avec la France dans la perspective d'une nouvelle guerre avec l'Allemagne,. Il écrit dans le deuxième numéro d'Alerte un reportage sur la ligne Maginot intitulé Au pays des hommes sans femmes.
Durant les dix années écoulées, il aura assuré son métier d’avocat et son nom fut souvent cité dans les chroniques judiciaires. Il aura tenu de multiples conférences ou chroniques radiophoniques régulières sur le jazz,  la poésie, l’éloquence et la langue français. Il aura écrit quelques articles sur de célèbres chroniques judiciaires telles que Sur les traces du courrier de Lyon.

### La guerre 1939-1945
Le 19 mai 1940, il publie dans le journal Paris-Soir un article intitulé : Léon Degrelle, le cabotin aux ordres de Goebbels ; Léon Degrelle est le responsable du mouvement fasciste puis nazi Rex. Devant l’invasion allemande de mai 1940, ses activités politiques l'incitent à quitter la Belgique. En juin, il est à Noirmoutier, secrétaire de l’Association des Belges ayant pris publiquement position pour la France avant le 10 mai.
Il parvient à gagner l'Angleterre et se réfugie aux États-Unis, y fonde le journal pro-gaulliste La Voix de la France (New York, à ne pas confondre avec la station radiophonique du même nom créée par le régime de Vichy) ; cette revue sera absorbée en 1943 par la revue Pour La Victoire qui fusionnera ensuite avec France Amérique (N.Y.),. dont Robert Goffin est l’un des fondateurs. Par ailleurs, il écrit successivement Le Roi des Belges a-t-il trahi ?, Le nouveau Sphinx et le fusillé de Dunkerke. En 1944, c’est Passeports pour l’Au-Delà dont la source est constituée des débuts de la Résistance avec ses conséquences (arrestation, persécution de patriotes). Il donne un cours sur le jazz à la New School for Social Research à New York où il est « considéré comme une des plus hautes autorités en la matière ». Il est nommé avocat « honoris causa du barreau de Pittsburgh. Après une tournée de conférence en Louisiane, il est promu citoyen d’honneur de la Nouvelle Orléans. En 1944, son livre Jazz from the Congo to Metropolitan est sélectionné par la commission américaine des livres sur la guerre, assurant un tirage de 80 000 exemplaires dans la série Armed Services Editions pour encourager le moral des troupes. Il écrit pour plusieurs journaux américains, dont Esquire qui lui confie la rubrique Jazz ; il tient environ mille conférences en cinq ans. Comme beaucoup de Belges qui émigrèrent aux Etats Unis au début de la guerre, il s’adapte et revient plein d’anecdotes ; « la moins savoureuse n’est pas celle d’un auditoire, à Waterloo U.S., enthousiasmé d’apprendre qu’il existait aussi un Waterloo en Belgique et tout fier à l’idée que la vieille Europe se mît à baptiser ses communes de noms américains … ».

### Après 1939-1945
À son retour dans la Belgique ravagée en 1945 il vit rue du Lac, dans la commune bruxelloise d'Ixelles. Il y fait la connaissance de Marc Danval qui habite une rue voisine. Il retourne à ses activités juridiques, qui seront cependant plus réduites mais au bénéfice de son activité de conférencier, sur la poésie, le jazz, les Etats-Unis.

En 1946, il rencontre Pierre Marcel Adéma. Celui-ci lui donne la curiosité de rechercher Annie Playden qui fut la muse d’Apollinaire ; Catherine Choupin dans son livre Le Point de vue d’Annie a rappelé son rôle essentiel dans la découverte d’Annie qui habitait alors un ranch de Californie,.
« - Annie m’a confié une foule de détails qui vont révolutionner les études apollinariennes. C’est extraordinaire d’avoir son point de vue, surtout si longtemps après. » Le Point de vue d’Annie.
Toujours en 1946, il exprime sa passion pour le jazz dans Histoire du jazz, tirée à quatre cent mille exemplaires, et la même année il écrit une étude sur la Nouvelle Orléans. Il poursuit avec une biographie de Louis Armstrong.

En 1947, il écrit dans la revue littéraire Les Lettres Françaises une série d’articles consacrés aux grands procès des XIX et XXe siècles. En 1948, il publie successivement Entrer en poésie, Nouvelle Histoire de Jazz, Du Congo au Bebop, et Stéphane Mallarmé. En 1949, avec Rimbaud et Verlaine vivants, il fournit de nouveau des documents et témoignages inédits.
« Il consacre des études à Verlaine, à Rimbaud et à Mallarmé et se lance dans la critique poétique (Fil d’Ariane pour la poésie, 1964), écrit des romans d’espionnage et d'aventures avec une facilité déconcertante, devient un intime de Cocteau et d’Aragon, établit le record du monde du kilomètre lancé en voiture, rédige pour le film Autant en emporte le vent des sous-titres en français. Il est vraiment partout. Il écrit maints recueils poétiques baroques et foisonnants, dans une luxuriance de paroles qui témoignent de ses emballements comme de ses colères, de ses douleurs maîtrisées comme de sa présence à l'actualité de l’art et du monde. Le Voleur de feu (1950), Filles de l’onde (1954), Sablier pour une cosmogonie (1965) et Chroniques d’outre-chair (1975) dominent cette production poétique surabondante. »  Biographie établie par l’Académie royale de langue et de littérature françaises de Belgique.
Toujours en 1947, il est poursuivi par la société ‘Produits chimiques de Tessenderloo pour avoir écrit dans son livre Passeport pour l’au-delà que l’explosion de l’usine pendant la guerre était due à un sabotage de la Résistance ; pour sa défense, il déclare avoir écrit  sur la foi de documents de propagande officiels émis par le gouvernement belge en exil à Londres mais il est très lourdement condamné en première instance. L’affaire prend alors une dimension nationale avec prises de position des associations de journalistes/écrivains et question au Premier Ministre à la chambre des députés,,. Finalement un accord amiable intervient entre Robert Goffin et la société Tessenderloo.
Le 18 avril 1953, il est reçu à l'Académie royale de langue et de littérature françaises, il succède à Charles Plisnier et est accueilli par Marcel Thiry.
En 1954, il devient président du Pen club français de Belgique puis vice-président du Pen Club International. En 1950, il est vice-président de Québec Wallonie ; en 1970, il mène campagne en faveur de l’élection directe du Parlement européen. De 1973 à 1980, il est administrateur de l’Institut Jules Destrée (il sera administrateur honoraire de 1981 à 1984). En 1976, il est l’un des 143 signataires de la Nouvelle Lettre au roi (29 juin), destinée à dénoncer l’extrême lenteur mise dans l’application de l’article 107 quater de la Constitution ; il plaide ainsi en faveur d’un fédéralisme fondé sur trois Régions : Bruxelles, Flandre et Wallonie.
À partir de 1962, il effectue plusieurs voyages à Moscou. En 1968, il est président des Amitiés belgo-canadiennes.
Après avoir publié Les Wallons fondateurs de New York (1970), Robert Goffin rédige ses mémoires. Deux volumes savoureux paraissent successivement en 1979 et en 1980 : Souvenirs à bout portant et Souvenirs avant l’adieu. Dans ses mémoires, il évoque ses engagements wallons et francophiles et livre encore un poème dédié au Brabant wallon, sa terre natale.
Veuf depuis 1965, Robert Goffin vit jusqu'à sa mort dans la villa Guillaume Tell au bord du lac de Genval où avaient été invités ses amis, tels que Boris Vian, Paul Eluard. Il est inhumé au cimetière d'Ohain.

## Œuvres

### Droit financier
- Code élémentaire des agents de change, éditions P. Van Fleteren, Bruxelles, 1926
- Code élémentaire de la banque, éditions P. Van Fleteren, Bruxelles, 1928
- Droit de la bourse, manuel de droit financier, éditions P. Van Fleteren, Bruxelles, 1930

### Naturalisme
- Le Roman des anguilles, N.R.F., Paris, 1936
- Le Roman des rats, N.R.F., Paris, 1937
- Le Roman de l'araignée, N.R.F., Paris, 1938

### Histoire
- L’Epopée des Habsbourg, Charlotte l’impératrice fantôme, Les éditions de France, 1937
- L’Epopée des Habsbourg, Elisabeth l’impératrice passionnée, Les éditions de France, 1939
- Le Fusillé de Queretaro
- De Pierre Minuit aux Roosevelt : l’épopée belge aux Etats-Unis, Brentano's cop., 1943
- Le roi Léopold nous a-t-il trahis, Editions de France, 1941, devenu Le roi des Belges a-t-il trahi?, Flammarion, Paris, 1948
- Le Roi du Colorado, Editions de Paris, Paris, 1958
- En collaboration avec Pierre Pandor et R. Wautrecht, La Hulpe de la préhistoire à nos jours (2e édition), Rosières, Rixensart, 1979. Il n’avait pas participé à la première édition

### Gastronomie
- Routes de la gourmandise, Nouvelles Editions ou Editions de Belgique, Bruxelles, 1936

### Essais sur le jazz
- Aux frontières du jazz, éditions du Sagittaire, Paris, 1932
- Jazz from the Congo to Metropolitan, 1944, traduction Histoire du jazz, Editions Lucien Parizeau, Montréal, 1946
- La Nouvelle-Orléans, capitale du jazz, éd. de la Maison française, New-York, 1946
- Louis Armstrong, le roi du jazz, éditions Pierre Seghers, Paris, 1947
- Nouvelle Histoire de Jazz, Du Congo au Bebop, collection L’écran du monde ; Éditions Les deux sirènes, Paris Bruxelles; 1948, introduction par Carlos de Radzitzky

### Essais sur la poésie
- Sur les traces d’Arthur Rimbaud, éditions du Sagittaire, 1934
- Rimbaud vivant, Corrêa, Paris, 1937
- Rimbaud et Verlaine vivants, Les Editions du Monde, Bruxelles, 1949
- Entrer en poésie, éditions À l’enseigne du chat qui pêche, 1948, avec manuscrit inédit d’Apollinaire
- Stéphane Mallarmé, numéro spécial avec Herman Van Driessche, revue Empreintes, Québec, 1948
- Mallarmé vivant, éditions Nizet, Paris 1955
- Fil d'Ariane pour la poésie, 1964,  prix Guizot de l’Académie Française en 1965·

### Poésies
- Le rosaire des soirs, Van Campenhout, Bruxelles, 1918
- Le Tour du monde en 80 quatrains, 6 p.
- Jazz-Band, préface de Jules Romains, Écrits du Nord, Bruxelles, 1922
- La Proie pour l’ombre, éditions R.-A. Corréa, Bruxelles, 1935[44]
- Couleur d’absence, Cahier, Journal des poètes, 1936
- Sang bleu, N.R.F., Paris, 1939[45]
- Etats-Unis, 1940[46]
- Pérou, 1940[46]
- Patrie de la poésie, De l'Arbre, Montréal, 1945
- Le Voleur de feu, collection L’écran du monde ; Éditions Les deux sirènes, Paris Bruxelles ; 1950, couverture dessinée par Jean Cocteau, portrait de l’auteur par Valentine Hugo, introduction par Herman van den Driessche.
- Filles de l’onde, éditions Seghers, Paris, 1954, couverture de Paul Delvaux
- Foudre Natale, précédé de Lettre sur la poésie de Jean Cocteau, éditions Dutilleul, Bruxelles, 1955
- Le Temps sans rives, éditions de Paris, Paris, 1958
- Archipels de la sève, éditions Nizet, Paris, 1959
- Source du ciel, éditions Nizet, Paris,1962
- Corps Combustible, éditions Nizet, Paris,1964
- Sablier pour une Cosmogonie, André De Rache, Bruxelles, 1965
- Le Versant noir, Flammarion, 1967
- Faits divers, Flammarion, 1969
- Phosphores chanteurs, André De Rache, Bruxelles, 1970
- L'Envers du feu, Chambelland, Paris, 1971
- Chroniques d'outre-chair, Chambelland, Paris, 1975
- Enfance naturelle, éditions Jacques Brémond, 1977
- Quatre fois vingt ans, éditions Jacques Brémond, 1979
- Le chant de mai, éditions J. Dieu-Brichard, Ottignies-L.L.N., Belgique,1982

### Romans
- Judas, 1932, présenté au concours littéraire de la Députation permanente du Brabant[47]
- .L’Apostat, Les éditions de Belgique, 1935[48]
- Chère espionne !, Les éditions de France, 1938
- Le Fusillé de Dunkerque, Editions de la Maison Française, New York, 1941
- Le Nouveau Sphynx, Editions de la Maison Française, New York, 1941
- Le Chat sans tête, Editions de la Maison Française, New York, 1941
- Les Cavaliers de la déroute, Editions de la Maison Française, New York, 1941
- Sabotages dans le ciel, Editions de la Maison Française, New York, 1941
- La Colombe de la Gestapo, Editions de la Maison Française, New York, 1943
- Passeports pour l'Au-Delà, Editions de la Maison Française, New York, 1943 ; traduction anglaise : The White Brigade. An Absorbing and Authentic Account of the Belgian Underground, Doubleday, Doran and Co, Garden City, New York, 1944[49]
- Le temps des noires épines, Éditions de la Paix, Bruxelles, 1947

### Mémoires
- Souvenirs à bout portant, Institut Jules Destrée, Charleroi, 1979
- Souvenirs avant l'adieu, Institut Jules Destrée, Charleroi, 1980